# Distrito de Jagatsinghpur
Jagatsinghpur (en oriya: ଜଗତସିଂହପୁର ଜିଲା) es un distrito de la India en el estado de Orissa. Código ISO: IN.OR.JS.
Comprende una superficie de 1759 km².
El centro administrativo es la ciudad de Jagatsinghpur.

## Demografía
Según censo 2011 contaba con una población total de 1136604 habitantes, de los cuales 558 905 eran mujeres y 577 699 varones.